# Olga Podchufarova
Olga Vladimirovna Podtchoufarova (en russe : Ольга Владимировна Подчуфарова), née le 5 août 1992 à Moscou, est une biathlète russe.

## Carrière
Elle fait ses débuts en Coupe du monde en mars 2013 à Khanty-Mansiïsk, juste après avoir connu ses premiers succès internationaux : trois médailles aux Championnats du monde junior dont un titre sur la poursuite.
Lors des Jeux olympiques de Sotchi, elle participe uniquement à l'individuel (49e).
Lors de la saison 2014-2015, elle obtient des résultats significatifs, signant notamment son premier podium sur la poursuite d'Hochfilzen. 
En janvier 2016 à Antholz, un mois après son podium sur la mass start de Pokljuka, elle remporte sa première et unique course en Coupe du monde (sprint), devant la locale Dorothea Wierer.
Aux Championnats du monde 2017, elle remporte la médaille de bronze au relais mixte.
En 2017-2018, elle prend sa retraite sportive.

## Palmarès

### Jeux olympiques
| Épreuve / Édition           | Individuel | Sprint | Poursuite | Départ en masse | Relais | Relais mixte |
| Jeux olympiques 2014 Sotchi | 49e        | —      | —         | —               | —      | —            |

Légende :
- : pas d'épreuve
- — : Non disputée

### Championnats du monde
| Épreuve / Édition | Individuel | Sprint | Poursuite | Mass start | Relais | Relais mixte              |
| 2015 Kontiolahti  | 49e        | 45e    | 27e       | —          | —      | 10e                       |
| 2016 Holmenkollen | —          | 65e    | —         | —          | —      | —                         |
| 2017 Hochfilzen   | 26e        | —      | —         | —          | 10e    | Médaille de bronze, monde |

Légende :
- : troisième place, médaille de bronze
- : pas d'épreuve
- — : Non disputée par Podchufarova

### Coupe du monde
- Meilleur classement général : 16e en 2016.
- 3 podiums individuels : 1 victoire et 2 troisièmes places.
- 1 podium en relais : 1 troisième place.
- 1 podium en relais mixte : 1 troisième place.

#### Classements en coupe du monde par saison
| Saison    | Classement général final | Sprint | Poursuite | Individuel | Mass start |
| 2013-2014 | 58e                      | 60e    | 53e       | -          | -          |
| 2014-2015 | 25e                      | 22e    | 23e       | 32e        | 37e        |
| 2015-2016 | 16e                      | 16e    | 18e       | 20e        | 15e        |
| 2016-2017 | 45e                      | 54e    | 50e       | 7e         | -          |
| 2017-2018 | 87e                      | 77e    |           |            |            |

#### Victoires
| Édition / Épreuve | Sprint             | Poursuite | Individuel | Mass start | Total |
| 2015-2016         | Antholz-Anterselva |           |            |            | 1     |
| Total             | 1                  |           |            |            | 1     |

### Championnats du monde junior
- Obertilliach 2013
  -  Médaille d'or de la poursuite.
  -  Médaille d'argent du sprint.
  -  Médaille d'argent en relais.

### IBU Cup
- 3 victoires.